# Jane Seymour
|  | Per a altres significats, vegeu «Jane Seymour (actriu)». |

Jane Seymour (1509 – 24 d'octubre de 1537), reina consort d'Anglaterra, va ser la tercera esposa d'Enric VIII d'Anglaterra, i mare del futur rei Eduard VI. Va morir 12 dies després de donar a llum a aquest.
Seymour va ser la quarta dels 9 fills de John Seymour de Wiltshire, i de Margaret Wentworth. Després de servir com a assistent de Caterina d'Aragó i d'Anna Bolena, esposes d'Enric VIII d'Anglaterra, Jane va despertar l'interès del rei. A diferència dels seus germans i de la seva predecessora Anna Bolena, no simpatitzava amb les idees religioses protestants. El seu desig de casar-se amb ella va accelerar les falses acusacions d'adulteri contra Anna. Jane i Enric es van casar al palau de York, el 30 de maig de 1536, només 11 dies després de l'execució d'Anna i va instar el seu marit a fer les paus amb Maria Tudor. Jane aviat va quedar embarassada.
Com a reina, Jane va ser estricta i formal. Les seves amistats eren només femenines. La vibrant vida social de la casa de la reina que tan bé havia controlat Anna Bolena, va ser substituïda per una atmosfera estricta, gairebé opressiva. Desesperada per semblar una reina, s'obsessionava pels mínims detalls, com quantes perles s'havien de cosir a les faldilles. Va prohibir la moda francesa, introduïda a la cort per Anna. Políticament conservadora, la seva única intervenció en el regne va finalitzar quan el rei li va recordar que l'última reina havia perdut el cap per la seva intromissió en els assumptes polítics.
L'embaràs va despertar en Jane un desig irrefrenable per a menjar perdius. El rei ordenava portar-les des de Calais i Flandes. Va engreixar-se terriblement i es van haver d'arreglar tots els seus vestits. Jane va donar a llum un nen, el futur rei Eduard VI, el 12 d'octubre de 1537. Va contreure febres puerperals i va morir dotze dies més tard, el 24 d'octubre de 1537. Està enterrada en el Castell de Windsor.
Els dos ambiciosos germans de Jane, Thomas i Edward, van abusar de la seva memòria per a augmentar les seves pròpies fortunes. Després de la mort d'Enric, Thomas va contreure matrimoni amb la seva vídua, Caterina Parr. Durant el període de regència d'Eduard VI, Edward Seymour va ser el seu protector i el governant reial d'Anglaterra. Ambdós germans van ser executats.